# New Trial
Pour plus de détails, voir Fiche technique et Distribution.
New Trial (hangeul : 재심 ; hanja : 再審 ; RR : Jaesim ; litt. « Nouveau procès ») est un film sud-coréen réalisé par Kim Tae-yoon, sorti en 2017. Il s'inspire de l'« affaire du meurtre d'Iksan », ayant lieu en 2000, dans laquelle un adolescent est accusé par erreur du meurtre d'un chauffeur de taxi et avait passé dix ans en prison,.
Il totalise presque 2,5 millions d'entrées dans le box-office sud-coréen de 2017[réf. nécessaire].

## Synopsis
Le film raconte l'histoire d'un homme dont la vie est détruite quand il est accusé du meurtre d'un chauffeur de taxi qu'il n'a pas commis, et doit signer des aveux forcés alors qu'il est brutalisé lors des interrogatoires policiers. Dix ans plus tard, il demande l'aide d'un avocat endetté pour restaurer l'honneur de son nom.

## Fiche technique
Sauf indication contraire ou complémentaire, les informations mentionnées dans cette section peuvent être confirmées par la base de données de KMDb
- Titre original : 재심
- Titre international : New Trial
- Réalisation et scénario : Kim Tae-yoon
- Musique : Han Jae-kwon
- Direction artistique : Byun Giyeon et Jang Chun-seop
- Costumes : Im Chan-yeong
- Photographie : Kim Il-yeon
- Son : Kim Chang-seop
- Montage : Kim Jae-bum et Kim Sang-bum
- Production : Park Seong-il
- Production déléguée : Yoon Su-jin
- Société de production : Idioplan[3]
- Société de distribution : Opus Pictures[3]
- Pays de production :  Corée du Sud
- Langue originale : coréen
- Format : couleur
- Genre : Drame, policier
- Durée : 119 minutes
- Date de sortie :
  - Corée du Sud : 15 février 2017

## Distribution
- Jung Woo (en) : Lee Joon-young
- Kang Ha-neul : Jo Hyun-woo
- Kim Hae-sook : Soon-im
- Lee Dong-hwi (en) : Mo Chang-hwan
- Lee Geung-young : l'avocat Goo Pil-ho
- Han Jae-young : Baek Chul-gi
- Kim So-jin (en) : Kang Hyo-jin
- Min Jin-woong (en) : Oh Jong-hak
- Lee Jung-eun : Oh Mi-ri
- Kim Young-jae (en) : Choi Young-jae
- Sung Do-hyun : l'inspecteur Cha
- Yang Hee-myung : l'inspecteur Dong
- Park Do-shik : Tae-goo
- Kim Yeon-seo : Soo-jung
- Park Chul-min (en) : le chef d'équipe Hwang
- Kim Ha-na : Byul-yi
- Choi Jung-hun : l'ami d'Oh Jong-hak
- Ha Sung-kwang : le témoin

## Distinctions

### Récompense
- Korean Film Shining Star Awards 2017 : prix de la vedette pour Kim Hae-sook

### Nominations
- Baeksang Arts Awards 2017 : meilleur nouvel acteur pour Han Jae-young[4]
- Blue Dragon Film Awards 2017 : meilleure actrice dans un second rôle pour Kim Hae-sook[5]
- Grand Bell Awards 2017[6] :
  - Meilleur nouvel acteur pour Min Jin-woong
  - Meilleure actrice dans un second rôle pour Kim Hae-sook
  - Meilleure planification
- The Seoul Awards 2017 : meilleure actrice dans un second rôle pour Kim So-jin[7]